# Polygala tisserantii
Polygala tisserantii är en jungfrulinsväxtart som beskrevs av Jacques-felix. Polygala tisserantii ingår i släktet jungfrulinssläktet, och familjen jungfrulinsväxter. Inga underarter finns listade i Catalogue of Life.